# Moores Mill, Alabama
Moores Mill är en ort (CDP) i Madison County, i delstaten Alabama, USA. Enligt United States Census Bureau har orten en folkmängd på 5 682 invånare (2010) och en landarea på 35,2 km².